# Condado de Lamb
O Condado de Lamb é um dos 254 condados do estado norte-americano do Texas. A sede do condado é Littlefield, e sua maior cidade é Littlefield.
O condado possui uma área de 2 636 km² (dos quais 4 km² estão cobertos por água), uma população de 14 709 habitantes, e uma densidade populacional de 6 hab/km² (segundo o censo nacional de 2000).
O condado foi fundado em 1876. É um dos 46 condados do Texas que proibem a venda de bebidas alcoólicas.